# Sadus
Sadus es un trío de thrash metal procedente de Antioch, California, formada en 1984. Son reconocidos por su forma de tocar extremadamente rápida, las voces cercanas al death metal de su vocalista Darren Travis y por el gran tecnicismo de su bajista Steve DiGiorgio.

## Historia
Sadus se formó en 1984 como un cuarteto integrado por el vocalista y guitarrista Darren Travis, el guitarrista Rob Moore, el bajista Steve DiGiorgio y el batería Jon Allen, si bien pasaron dos años antes que la alianza diese sus frutos en forma de la demo de 1986 D.T.P. (acrónimo de 'Death To Posers'). De esa grabación se eligieron dos temas que se incluyeron en el álbum de compilación Raging Death. Rápidamente para seguir la racha, los componentes de Sadus decidieron auto-financiarse su álbum de debut (Ilusions, 1988), para lo que contaron con el guitarrista del grupo Metal Church John Marshall como productor. A este proceso se unió poco después la firma con Roadrunner Records, que les proporcionó la seguridad de la salida de un nuevo disco, Swallowed in Black (1990), y la oportunidad de girar con grupos como Sepultura y Obituary.
Sadus tuvo que descansar durante 1991, ya que DiGiorgio se convirtió en músico de estudio del grupo Death para su álbum Human.
Con esta publicidad añadida, Roadrunner relanzó su disco Ilusions bajo el nuevo título de Chemical Exposure y reagrupó la banda para ser teloneros de la gira veraniega europea de Morbid Angel. A pesar de un nuevo álbum para Roadrunner, A Vision of Misery (1992), que les logró una gira como artistas principales en Europa, Sadus se encontró sin discográfica al acabar esa gira. Se juntaron a esto otros reveses, como que DiGiorgio fuese reclutado de nuevo por Death para la salida de su Individual Thought Patterns y la subsecuente gira de más de un año de duración, así como la salida de la formación de su guitarrista Rob Moore antes de que DiGiorgio volviese para una gira por clubes.
Sadus continuó como un trío, contando con el productor Scott Burns para su siguiente disco, Elements of Anger (1997). El demandado DiGiorgio, así como el batería Jon Allen, se embarcaron en un proyecto paralelo llamado Dragonheart (más tarde Dragonlord) con los guitarristas de (en aquel momento) Testament Steve Smyth y Eric Peterson. Además, DiGiorgio se unió a Iced Earth a finales de 2000.
Durante el verano de 2002 se supo que tanto Darren Travis como DiGiorgio se habían embarcado en otro grupo paralelo llamado Suicide Shift, que contaba también con el vocalista de Testament, Chuck Billy, el batería Per Moller Jensen de The Haunted y el aclamado guitarrista James Murphy (Death, Cancer, etc.).
La discográfica Hammerheart sacó en 2003 una nueva reedición de la demo del 86 D.T.P. al que unió algunos temas de las sesiones de grabación de 1988, Certain Death, como pistas adicionales.
Sadus anunció que serían parte de ciertos conciertos en Europa para diciembre con los veteranos Nasty Savage y los finlandeses Finntroll. Aun así, días después de la confirmación de esos conciertos por parte de la prensa, el grupo tuvo que echarse atrás debido a compromisos del batería Jon Allen con su hijo de once años, que estaba pendiente de una operación a corazón abierto.
A pesar de los compromisos de DiGiorgio en 2004 con Testament, la banda incrementó su actividad ese año. En abril el grupo giró por Europa, con conciertos en Grecia, Italia, Suecia y la apación en el Inferno Metal Festival en Oslo. Luego de esto, DiGiorgio grabó un disco con Artension y giró de nuevo por Europa con Testament. Los conciertos en agosto por Sudamérica los llevaron (a Sadus) a Chile con el grupo Torturer. En septiembre y octubre componen nuevo material, antes que DiGiorgio se uniese al grupo de Sebastian Bach para la posterior gira en diciembre. El bajista también anunció que contribuiría en las grabaciones del grupo noruego Scariot a principios de 2005.
Sadus, junto con el productor Brage Finstad, entró en los estudios Trident Studios en Pacheco, California para grabar el quinto álbum a finales de verano de 2006 a través de Mascot Records. En marzo de 2006 Jon Allen se encargó de las baterías en directo para Testament, al mismo tiempo que DiGiorgio se metía en estudio para colaborar con el cantante Björn Strid (Soilwork, Terror 2000 y Coldseed), Glen Alvelais (Forbidden, Testament y LD/50) y Jeremy Colson (Steve Vai, Marty Friedman, Michael Schenker, Apartament 26, Dali'S Dilemma y LD/50 ).
El 18 de noviembre la banda apareció en el Monterrey Metal Fest en el Coca-Cola Auditorium en México junto a Blind Guardian, Cathedral, U.D.O., Edguy, Obituary, Deicide, Leaves' Eyes, Bludgeon, Vainglory, Hydrogyn y Joe Stump's Reign of Terror.
Sadus se anunció como parte de una gira con Destruction, Hirax y Municipal Waste para una gira por Norteamérica entre enero y febrero de 2007. El grupo desechó esas fechas para tomarse un año de descanso. Aun así se les incluyó en los festivales por Sudamérica 'Fuera Por Sangre', tocando en Venezuela, Ecuador y Colombia en abril, para luego ser teloneros de Obituary en sus fechas en México durante mayo. En 2009, tanto Allen como DiGiorgio fundaron Futures End.
No se supo nada más de la banda, hasta que el sitio web Encyclopedia Metallum los puso de "Unknown" (Desconocido) a su estado. Finalmente, en 2015 un chico le mandó un mensaje de Facebook a la cuenta del bajista Steve DiGiorgio preguntándole sobre Sadus, y Steve le respondió que Sadus ya no da para más.
Sin embargo, en la misma página de Metallum, un usuario mandó un reporte con un enlace de Facebook afirmando que Darren Travis, reformó Sadus para trabajar en nueva música. Lo que se supo es que Darren es el único miembro estable en la banda, ya que los demás miembros Jon Allen y Steve DiGiorgio no aceptaron volver, por lo que se busca nuevos integrantes para completar su alineación.

## Miembros

### Miembros actuales
- Steve Digiorgio - Bajo
- Jon Allen - Batería
- Darren Travis - Guitarra/Voz

### Miembros anteriores
- Steve Digiorgio - Bajo
- Jon Allen - Batería
- Rob Moore - Guitarra

## Discografía

### Estudio
- D.T.P. (1986)
- Illusions (1988)
- Swallowed in Black (1990)
- Chemical Exposure (1991)
- A Vision of Misery (1992)
- Elements of Anger (1997)
- Out for Blood (2006)
- The Shadow Inside (2023)

### Compilados
- Chronicles of Chaos (1997)

### Demos
- D.T.P. (1986)
- Certain Death (1987)
- The Wake of Severity (1989)
- Red Demo (1994)

- Datos: Q1850272